# Aphnaeus iza
Aphnaeus iza är en fjärilsart som beskrevs av William Chapman Hewitson 1865. Aphnaeus iza ingår i släktet Aphnaeus och familjen juvelvingar. Inga underarter finns listade i Catalogue of Life.